# Regierungsstraße 3 (Magdeburg)

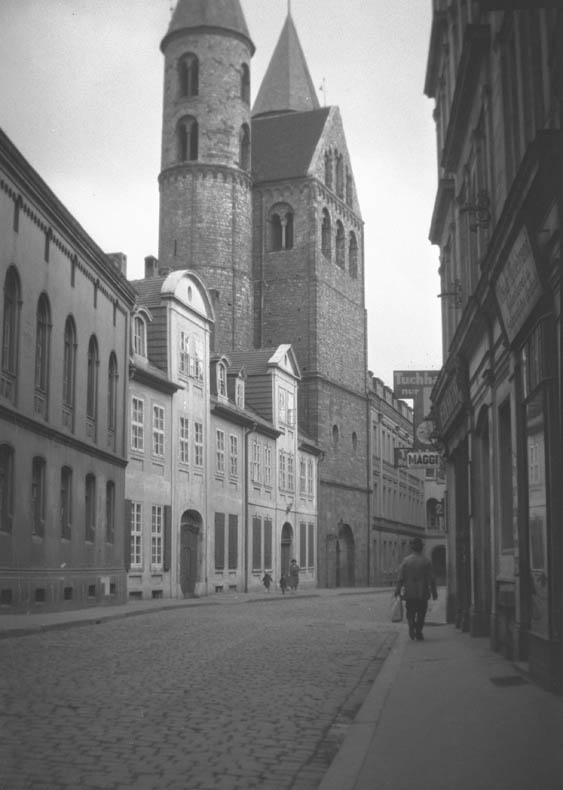
Regierungsstraße im Jahr 1927, links die hellen Häuser Regierungsstraße 3 und 2

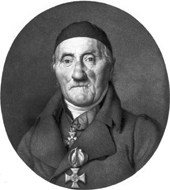
Gotthilf Sebastian Rötger

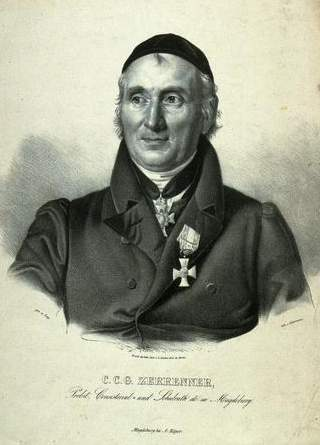
Karl Christoph Zerenner

Das Haus Regierungsstraße 3 war ein Wohnhaus in Magdeburg im heutigen Sachsen-Anhalt. Es wurde während des Zweiten Weltkriegs zerstört und gilt als verloren gegangenes Baudenkmal.

## Lage
Es befand sich auf der Ostseite der Regierungsstraße in der Magdeburger Altstadt unmittelbar westlich vor der Front des Klosters Unser Lieben Frauen. Südlich grenzte das Haus Regierungsstraße 2 an.

## Architektur und Geschichte

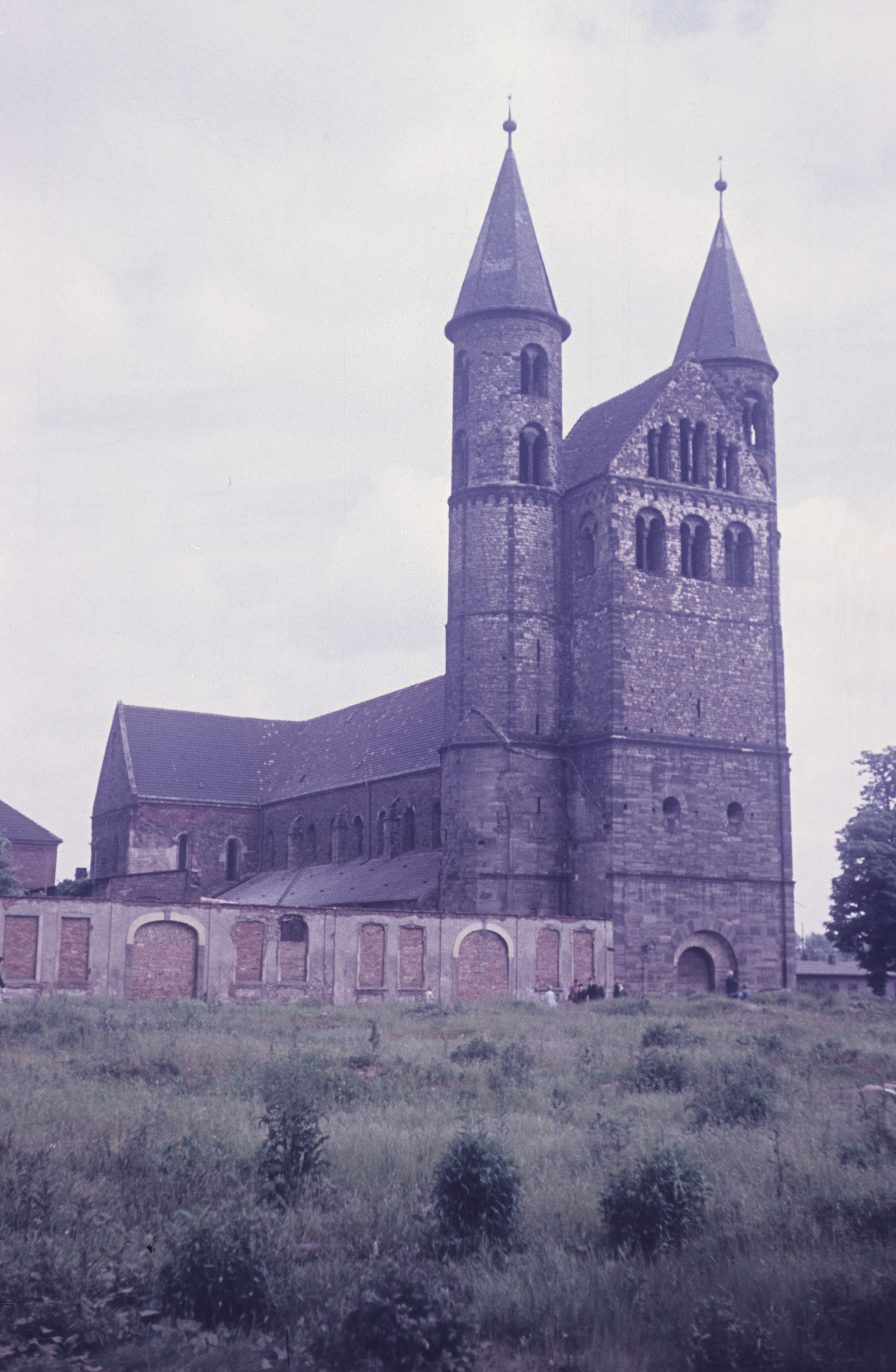
Blick auf die Klosterkirche im Jahr 1959, links die noch bestehenden Mauern der Erdgeschosse der Häuser Regierungsstraße 2 und 3

Der zweigeschossige Bau wurde 1723 nach Plänen des Architekten Preusser errichtet. Zugleich entstand in sehr ähnlicher Ausführung das Nachbarhaus Regierungsstraße 2. Die verputzte Fassade war im oberen Stockwerk sechsachsig ausgeführt und ist durch Lisenen gegliedert. Die zwei mittleren Achsen sind als flacher Mittelrisalit ausgebildet, in dem sich im Erdgeschoss eine rundbogige Toreinfahrt befindet. Auf dem Dach befindet sich mittig ein von einem Segmentbogengiebel bekröntes zweiachsig Zwerchhaus.
Das Haus befand sich im Eigentum des benachbarten Klosters und gehörte zur Stiftsfreiheit.
Von 1725 bis 1740 wohnte jeweils der Syndikus des Klosters im Gebäude, zunächst Hofrat Heinrich Mensingk und anschließend sein Sohn Hofrat Ferdinand Mensingk. Ab 1740 wurde das Haus dann als neue Propstei und Amtswohnung der Pröpste genutzt. Bis 1750 wohnte hier Ludwig Ebeling, ihm folgte bis 1775 Gotthilf Christoph Bake nach. Joh. Justus Quirl bewohnte das Haus anschließend bis 1779. Es folgte bis 1831 Gotthilf Sebastian Rötger und bis 1851 Karl Christoph Zerenner.
Das Gebäude war bis 1945 im ursprünglichen Zustand erhalten. Bei einem Luftangriff während des Zweiten Weltkriegs wurde das Gebäude im Jahr 1945 schwer beschädigt. Die Ruine des Gebäudes blieb zunächst bestehen und war als Rest des Erdgeschosses zumindest 1959 noch vorhanden. Es wurde dann jedoch abgerissen. Heute (Stand 2022) befindet sich dort eine Grünanlage.